# Tunnels door de tijd
Tunnels door de tijd (Engels: The Corridors of Time) is een sciencefictionroman uit 1965 van de Amerikaanse schrijver Poul Anderson.

## Verhaal
Malcolm Lockridge, een 26-jarige ex-marinier die ten onrechte in de cel zit krijgt het bezoek van Storm Darroway. Ze bezorgt hem een goede advocaat om hem vrij te krijgen en huurt hem in voor een klus in Denemarken. Storm blijkt uit de toekomst te komen en de aanvoerster te zijn van de "Wachters", die strijden tegen de "Gardisten" onder leiding van Brann. Via tijdstunnels wordt oorlog gevoerd in verschillende tijdperken. Lockridge zal uiteindelijk moeten kiezen aan welke zijde hij zal vechten en een belangrijke rol vervullen in de eindstrijd, gestreden in het jaar 1827 voor Christus.